# Pelochyta aliena
Pelochyta aliena là một loài bướm đêm thuộc phân họ Arctiinae, họ Erebidae.